# Malaysia–Singapore Second Link

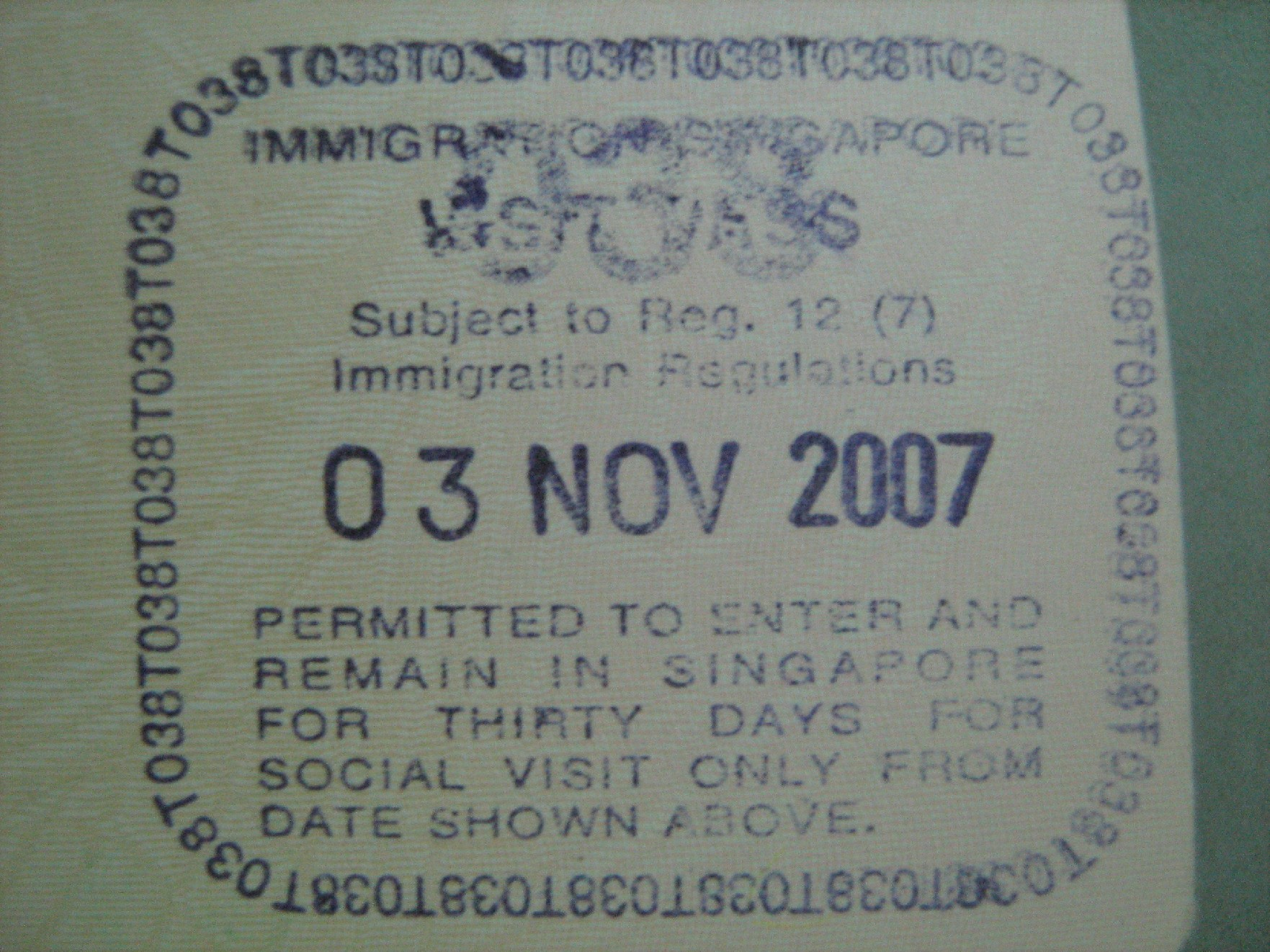

De Malaysia–Singapore Second Link (Maleis: Laluan Kedua Malaysia–Singapura) is een 1.920 meter lange kokerbrug die Tanjung Kupang in het district Johor Bahru in Maleisië over de Straat Johore met de plaats Tuas in de stadstaat Singapore verbindt.
De brug werd gebouwd om de toenemende congestie op de Johor–Singapore Causeway aan te pakken. In 1980 werd het probleem al onderkend, maar het duurde tot 1994 voordat een overeenkomst werd bereikt. De landen spraken af de kosten te dragen voor het deel in hun land, voor Maleisië was dit 1,7 kilometer en voor Singapore 0,2 kilometer. Er zijn 26 pilaren waarop de brugdek rust, waarvan 23 in het deel van Maleisië. Het bouwwerk werd op 2 januari 1998 in gebruik genomen en officieel geopend door de premier van Maleisië Mahathir Mohammed en de eerste minister van Singapore Goh Chok Tong op 18 april dat jaar.
De brug telt in totaal twee rijbanen met zes rijstroken voor motorvoertuigen en heeft een capaciteit van 200.000 voertuigbewegingen per dag. Gebruikers betalen tol. Het tolbedrag was hoog waardoor het gebruik van de brug tegenviel en stapsgewijs is de tol verlaagd, maar is nog niet afgeschaft.
Er zijn drie navigatiekanalen voor de scheepvaart onder de brug. Het primaire Maleisisch kanaal heeft een doorvaarthoogte van 25 meter en een breedte van 75 meter. Het secundair Maleisisch kanaal meet 9 meter hoogte op 50 meter breedte. Het Singaporees kanaal meet 12 meter hoogte op 75 meter breedte.